# Illuminate 〜the very best songs〜
『Illuminate 〜the very best songs〜』（イルミネイト ザ・ヴェリー・ベスト・ソングス）は、UAのベスト・アルバム。2003年9月17日発売。発売元はビクターエンタテインメント。

## 解説
キャリア初となるベスト・アルバム。DISC1はシングル、2枚目はシングルのカップリングやアルバム収録曲を中心に収録。ただし、2ndシングル「COLONY」、10thシングル「歪んだ太陽」が未収録となっている。
初回限定盤には、過去の楽曲のリミックス・ヴァージョンを収録した8cmCD付き(CDケース外部に付属)。
本作は、ベストDVD『Illuminate 〜the very best clips〜』と同日発売された。

## 収録曲
| 1. HORIZON 作詞：UA、作曲：藤原ヒロシ 1stシングル 2. 太陽手に月は心の両手に 作詞：UA、作曲：朝本浩文 藤原ヒロシ 3rdシングル 3. 情熱 作詞：UA、作曲：朝本浩文 4thシングル 4. リズム 作詞：UA、作曲：大沢伸一 5thシングル 5. 雲がちぎれる時 作詞：UA、作曲：朝本浩文 6thシングル 6. 甘い運命 作詞：UA、作曲：朝本浩文 7thシングル。アルバム初収録。 7. 悲しみジョニー 作詞：UA、作曲：朝本浩文 8thシングル 8. ミルクティー 作詞：UA、作曲：朝本浩文 9thシングル 9. 数え足りない夜の足音 作詞：UA、作曲：朝本浩文 11thシングル 10. スカートの砂 作詞：UA、作曲：朝本浩文 12thシングル 11. プライベート サーファー 作詞：UA、作曲：Green Genie 13thシングル 12. 閃光 作詞・作曲：UA 14thシングル | 1. ストロベリータイム 作詞：UA、作曲：浅井健一 アルバム『turbo』収録 2. ランドリーより愛を込めて 作詞：UA、作曲：Green Genie アルバム『turbo』収録 3. あめふりヒヤデス 作詞：UA、作曲：HAKASE シングル「悲しみジョニー」、アルバム『アメトラ』収録 4. TORO 作詞：UA、作曲：Bill Lee アルバム『アメトラ』収録 5. ロマンス 作詞：UA、作曲：Green Genie アルバム『turbo』収録 6. 電話をするよ 作詞・作曲：渡辺慎 シングル「情熱」収録 7. アントニオの唄 作詞：UA・MICHAEL FRANKS、作曲：MICHAEL FRANKS シングル「ミルクティー」、アルバム『アメトラ』収録 8. サマーメランコリック 作詞：UA、作曲：朝本浩文 アルバム『turbo』収録 9. 赤いあなた 作詞：UA、作曲：King 3K Little Master Flash シングル「リズム」収録 10. 水色(new mix) 作詞：UA、作曲：めいなCo. アルバム『11』収録 11. 大きな木に甘えて 作詞：UA、作曲：青柳拓次 アルバム『11』収録 12. 温度 作詞：UA、作曲：藤原ヒロシ ミニアルバム『PETIT』収録 13. ドア 作詞・作曲：UA アルバム『泥棒』収録 14. 世界 作詞：UA、作曲：高木二郎 アルバム『泥棒』収録 15. 青空 作詞：UA、作曲：下田法晴・春野高広 アルバム『アメトラ』収録 | 1. 情熱 (macaron mix) リミックス:朝本浩文 2. リズム (sakuragaoka flava mix) リミックス:大沢伸一 3. ミルクティー (ナカマmix) リミックス:福原まり |

## リリース日一覧
| 地域 | リリース日     | レーベル          | 規格      | 規格品番     | 備考        |
| ---- | -------------- | ----------------- | --------- | ------------ | ----------- |
| 日本 | 2003年9月17日  | SPEEDSTAR RECORDS | 12cmCDx2  | VICL-61197/8 |             |
| 日本 | 2003年12月17日 | SPEEDSTAR RECORDS | DVD-Audio | VIAL-60002/3 | 96KHz/24bit |
| 日本 | 2007年11月8日  | SPEEDSTAR RECORDS | 12cmCDx2  | VICL-62631/2 |             |
| 日本 | 2013年4月3日   | SPEEDSTAR RECORDS | 音楽配信  | -            |             |

### その他
- Illuminate_Disk1 - 歌ネット
- Illuminate_Disk2 - 歌ネット
- Illuminate 〜the very best songs〜 - Discogs (発売一覧)

### 音楽配信
- Illuminate - mora
- Illuminate - AWA
- Illuminate - YouTube Music プレイリスト
- Illuminate - Spotify
- Illuminate - Apple Music